# ويليام دودلي
ويليام دودلي (بالإنجليزية: William Dudley)‏ هو سباح أمريكي، ولد في 15 يناير 1931 في نيو أورلينز في الولايات المتحدة، وتوفي بنفس المكان في 18 يناير 1978.

## وصلات خارجية
- ويليام دودلي على موقع أوليمبيديا (الإنجليزية)